# 玄蜂
玄蜂是中国古代書籍中記載妖怪之一，是一種类似螽的巨大的蜂，肚子跟壶一样大，会蜇人，且有毒能致人於死。分别记载于山海经海内北经和楚辞招魂。

## 参看
中國妖怪列表
1. ↑  孫見坤. . 奇幻. 天津人民出版社. 2018/10/01: 308–309. ISBN 9787201139296.
2. ↑  《山海经》海内北经：产于大荒，有剧毒。“大蜂，其状如螽。”
3. ↑  《楚辞-招魂》：玄蜂若壶些。王逸注：言旷野之中，有飞蜂腹大如壶，有毒，能杀人也。